# いつだって読むのは目の前の一冊なのだ
『いつだって読むのは目の前の一冊なのだ』は、池澤夏樹の読書エッセイで、「週刊文春」において、2003年10月16日号から、2019年7月25日に発表された物をまとめたもので、2019年の12月20日に作品社より発売されている。題名については、「この本の企画を立てて原稿を整理している時、ふっとタイトルが空から降ってきた」と述べている。
本作では、日記のような構成になっており、全部で444冊の本を紹介している。